# Shintaro Ikeda
Shintaro Ikeda –en japonés, 池田信太郎, Ikeda Shintaro– (Onojo, 27 de diciembre de 1980) es un deportista japonés que compitió en bádminton. Ganó una medalla de bronce en el Campeonato Mundial de Bádminton de 2007, en la prueba de dobles.

## Palmarés internacional
| Campeonato Mundial | Campeonato Mundial     | Campeonato Mundial | Campeonato Mundial |
| Año                | Lugar                  | Medalla            | Prueba             |
| ------------------ | ---------------------- | ------------------ | ------------------ |
| 2007               | Kuala Lumpur (Malasia) | Medalla de bronce  | Dobles             |